# Toonami (Reino Unido & Irlanda)
Toonami foi um canal britânico de animação que se manteve ao ar de Setembro de 2003 a Maio de 2007.

## História
Toonami era um bloco de programação do Cartoon Network, até outubro de 2002, quando se tornou um componente chave do antigo canal CNX, que na época era um canal récem-lançado pelo Cartoon Network do Reino Unido, o primeiro canal derivado fora da América do Norte. O CNX também transmitia filmes de artes-marciais, orientado para adultos (como a programação do Adult Swim), e dramas como The Shield e Birds of Prey à noite. A rede servia ao público masculino e adolescentes. Um ano depois, CNX foi reelançado como Toonami, agora com um público-alvo mais jovem.
O Toonami do Reino Unido, ao longo de sua existência, também tem exibido desenhos animados baseados em propriedades da DC Comics no canal, como Liga da Justiça Sem Limites e as duas primeiras temporadas de Batman Beyond (exibido como Batman of the Future), mas disputas contratuais com a distribuição na Warner TV impediu de se terminar as séries e o final da terceira temporada de Batman Beyond e a continuação da série Superman: The Animated Series, obrigando ao canal fazer uma reciclagem através das duas primeiras temporadas de Batman Beyond, como resultado.
A partir de 06 de março de 2006, o Toonami Reino Unido mudou o seu foco de desenhos de ação para o entretenimento em geral, assim mudou-se também na Sky Media o canal para 602, e começou a ser exibidos live-actions como Backyard Science, Lewis Parker, Hangin with Mr. Cooper e Minha Vida com Derek.
Toonami e Cartoon Network Too foram fundidos em um único canal em 24 de maio de 2007, com uma programação pré-escolar.

## Programas exibidos pelo Toonami UK (2003-2007)
- The Life and Times of Juniper Lee
- As Incríveis Aventuras de Jonny Quest
- As Meninas Super Poderosas
- As Terríveis Aventuras de Billy y Mandy
- Backyard Science
- B-Daman
- Batman of The Future (8 September 2003)
- Beyblade
- Beyblade V-Force
- Beyblade G-Revolution
- Chris Colorado
- Code Lyoko
- Coragem, o Cão Covarde (27th March 2007)
- Cowboy Bebop (2003-2004)
- Cubix
- Da Boom Crew (27th March 2007)
- Dragon Ball
- Dragon Ball Z
- Dragon Ball GT
- Duel Masters
- Duelo Xiaolin (30th November 2004-May 2007)
- Ed, Edd y Eddy
- Gundam Wing
- Hot Wheels: AcceléRacers (2005-1st May 2006)
- Johnny Bravo
- KND - A Turmã do Bairro (27th March 2007)
- Ligã da Justiça (2003)
- Ligã da Justiça Sem Limites (6th July 2005-May 2007)
- Lunáticos à Solta
- MegaMan: NT Warrior (4th February 2005-May 2007)
- Megas XLR
- ¡Mucha Lucha! (6th January 2005)
- O Laboratório de Dexter (27th March 2007)
- O Máscara (2003-2005)
- One Piece
- Outlaw Star
- Parker Lewis
- Pokémon
- Pokémon Advanced Battle (November 2005-May 2007)
- Pokémon Orange Islands (6th February 2005)
- Pokémon Johto League Champions (6th February 2005)
- Pokémon Chronicles (August 2005-May 2007)
- Rave Master
- Ripping Friends
- Samurai Jack
- Spawn
- Star Wars: Guerras Clônicas
- Static Shock
- Stencil
- Tenchi Muyo!
- Tenchi Universe (2003-2005)
- Transformers: Cybertron
- Transformers: Energon (6th October 2004)
- Ultimate Muscle
- X-Men: Evolution
- Zixx